# SIAI-Marchetti SF.260
SIAI-Marchetti SF.260 - F260 (zdaj Aermacchi SF-260 oz. Leonardo SF-260) je propelersko šolsko vojaško letalo, ki ga je zasnoval Stelio Frati v 1960ih. Podjetje SIAI Marchetti je kupilo Fratijev dizajn in začelo s serijsko proizvodnjo. Kasneje, leta 1997, je Aermacchi prevzel podjetje SIAI Marchetti in nadaljeval s proizvodnjo pod novim imenom - "Aermacchi SF-260".
SF.260 ima nizkonameščeno kantilever krilo in uvlačjivo pristajalno podovzje tipa tricikel. Poganja ga 6-valjni protibatni bencinski motor Lycoming O-540.

## Specifikacije (SF-260)
Podatki iz Observer's book of Aircraft; Green 1968, p. 221.
Splošne karakteristike
- Posadka: 1-2
- Dolžina: 7,1 m (23 ft 0 in)
- Razpon kril: 8,35 m (26 ft 11,75 in)
- Višina: 2,41 m (8 ft 6 in)
- Površina kril: 10,1 m² (109 ft²)
- Teža praznega letala: 765 kg (1488 lb)
- Naložena teža: 1100 kg (2425 lb)
- Maks. vzletna teža: 1200 kg (utility); 1100 kg (akrobatsko letenje) (2866 lb)
- Pogon letala: 1 ×  Lycoming O-540-E4A5, 195 kW (260 KM)

 Zmogljivost 
- Maks. hitrost: 441 km/h (237 vozlov, 276 mph)
- Potovalna hitrost: 330 km/h (178 vozlov, 205 mph)
- Doseg: 2050 km (1107 nmi, 1274 milj)
- Višina leta: 5790 m (19000 ft)
- Hitrost vzpenjanja: 9,1 m/s (1791 ft/min)

Oborožitev

Dva pokrilna nosilca, vsak s kapaiteto 300 kg